# Cojoba haematoloba
Cojoba haematoloba är en ärtväxtart som beskrevs av Maria de Lourdes Rico. Cojoba haematoloba ingår i släktet Cojoba, och familjen ärtväxter. Inga underarter finns listade i Catalogue of Life.